# Ali Larijani
Ali Ardashir Larijani (Najaf, 3 giugno 1957) è un politico, filosofo e militare iraniano.

## Biografia
È l'ex presidente del parlamento iraniano.
Larijani è stato anche segretario del Supremo consiglio per la sicurezza nazionale dal 15 agosto 2005 al 20 ottobre 2007, scelto dal presidente Mahmoud Ahmadinejad, al posto di Hassan Rouhani.
Durante le Elezioni presidenziali in Iran del 2005, è stato sostenuto dal Consiglio di Coordinamento delle Forze Rivoluzionarie Islamiche.
Alle elezioni presidenziali del giugno 2021, nonostante fosse tra i favoriti insieme a Ebrahim Raisi, la candidatura di Ali Larijani è stata respinta dal Consiglio dei Guardiani.